# Vallée de la Croix

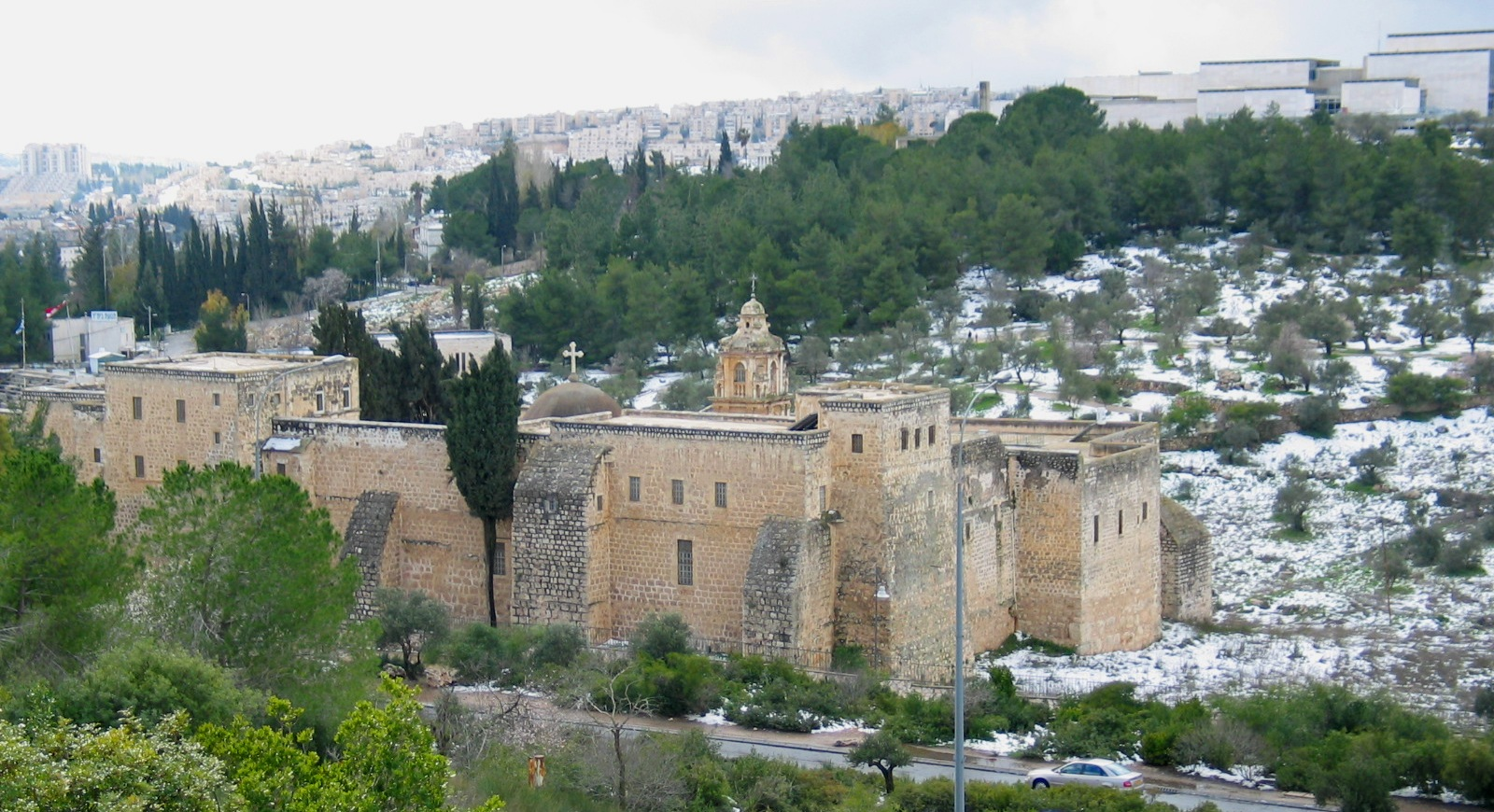
La vallée de la Croix et son monastère sous la neige.

La vallée de la Croix  (en hébreu : עמק המצלבה Emek Hamatzlevah) est une vallée située dans la partie occidentale de Jérusalem dont le nom provient du monastère de la Croix qui s'y dresse. Ce monastère a été construit au XIe siècle, par le géorgien Giorgi-Prokhore de Chavchétie. La colline de Givat Ram où sont situés la Knesset et le musée d'Israël domine le flanc ouest de la vallée. À l'est se situe le quartier de Rehavia. Le siège du mouvement scout Tzofim est situé dans la vallée de même que celui du mouvement de jeunesse religieux Bnei Akiva.